# Seurre
Seurre település Franciaországban, Côte-d’Or megyében. Lakosainak száma 2336 fő (2022. január 1.). Seurre Labruyère, Jallanges, Chamblanc, Glanon, Labergement-lès-Seurre, Lanthes és Pouilly-sur-Saône községekkel határos.

## Népesség
A település népessége az elmúlt években az alábbi módon változott:
| Lakosok száma | 2683 | 2694 | 2728 | 2500 | 2435 | 2408 | 2353 | 2310 | 2313 | 2336 |
|               | 1968 | 1982 | 1990 | 2006 | 2013 | 2015 | 2017 | 2019 | 2020 | 2022 |